# Андрій Крилов (плавець)
Андрій Крилов (10 квітня 1984) — російський плавець.
Учасник Олімпійських Ігор 2008 року.